# Formula di Chézy
Nell'ambito dell'ingegneria idraulica, la formula di Chézy, o formula di Chézy-Tadini, sviluppata dall'ingegnere francese Antoine de Chézy, è una formula empirica utilizzata per calcolare la velocità di un fluido a pelo libero in condizioni di moto uniforme e principalmente turbolento, il cui campo di applicazione è stato poi ampliato anche alle correnti in pressione.

## Storia
I presupposti della formula possono essere ricondotti ad Albert Brahms, geometra di un principato tedesco, il quale scrisse che, a differenza di una sfera posta su un piano inclinato, l'acqua fluente in un canale inclinato non si muove di moto uniformemente accelerato, bensì di moto uniforme perché l'accelerazione è controbilanciata dall'attrito; affermò inoltre che le velocità sono proporzionali alla radice quadrata della pendenza del fondo e scrisse che:
(Albert Brahms, citato da Clemens Herschel in 115 experiments on the carrying capacity of large, riveted, metal conduits, up to six feet per second of velocity of flow)
Tuttavia Brahms non fornì alcuna formula.

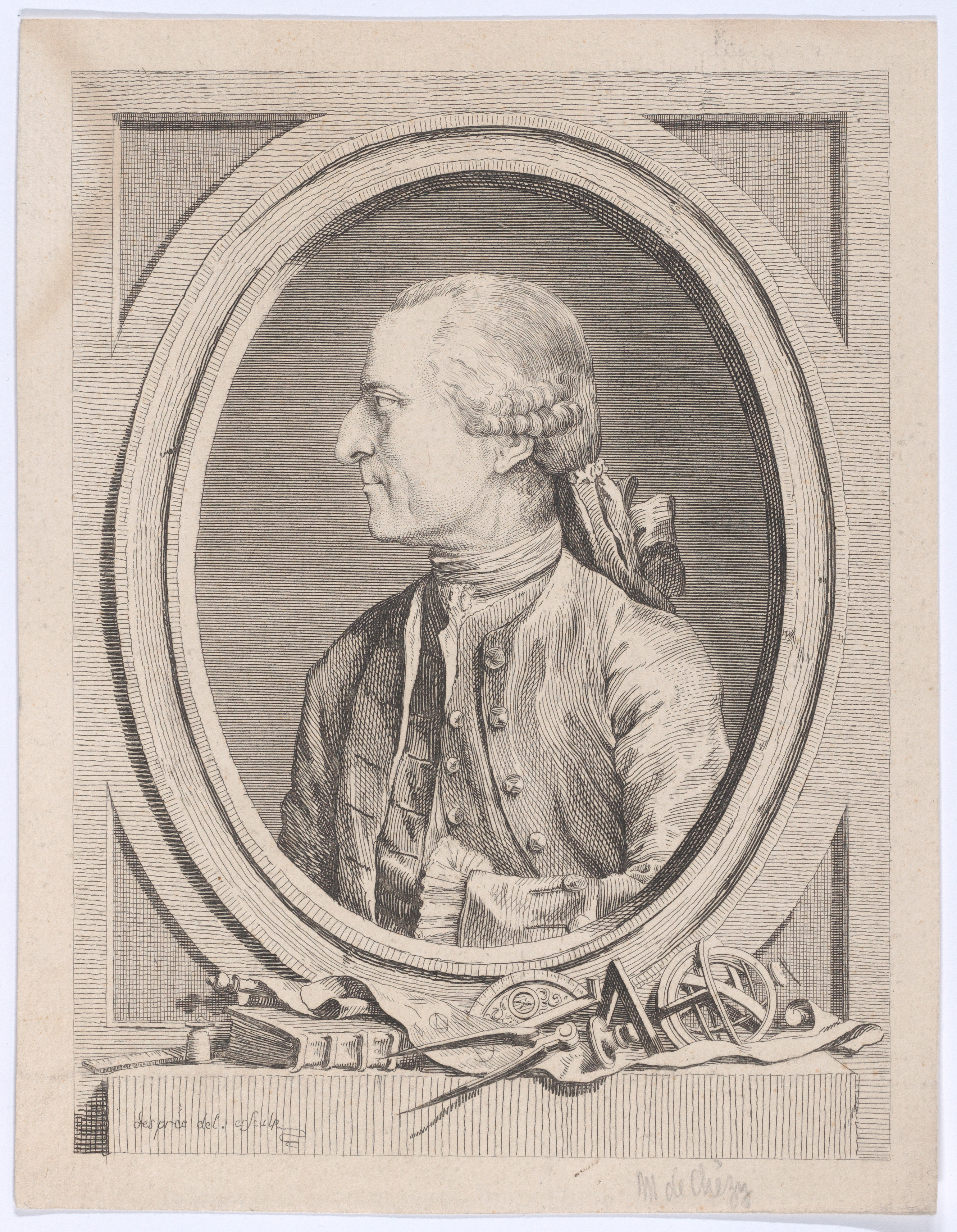
Ritratto di Antoine de Chézy eseguito da Louis Jean Desprez nel 1772–76

Nel 1769, l'ingegnere Jean-Rodolphe Perronet e il suo assistente Antoine de Chézy, all'epoca ispettore generale dei ponti e delle strade, erano stati designati a relazionare sul progetto di un canale presso il fiume Yvette, al fine di fornire acqua a Parigi; a partire da quell'anno, Chézy raccolse dati sperimentali sul canale in terra Courpalet e sul fiume Senna, che inviò insieme alle sue conclusioni a Perronet in un documento francese datato 1775 con il titolo Tesi sulla velocità di flusso in un dato canale.
Nella relazione intitolata Formule pour Trouver la Vitesse de l'Eau Conduit dan une Rigole donnée, datata 1776, riportò la formula:
{\displaystyle v=\chi \cdot {\sqrt {A/P\cdot i_{f}\;}}}
dove {\displaystyle \chi } è un fattore di resistenza al flusso, {\displaystyle i_{f}} è la pendenza di fondo, {\displaystyle A} e {\displaystyle P} sono rispettivamente l'area bagnata e il perimetro bagnato della sezione trasversale.
Chézy fornì inoltre il valore del coefficiente {\displaystyle \chi } calcolato per il canale Courpalet, pari a 31 m1/2/s, e per il fiume Senna, pari a 44 m1/2/s.
Perronet non diede risalto al lavoro svolto da Chézy, il quale non ricercò mai visibilità; fu solo nel 1797 che Louis-François Letourneur, membro del Direttorio francese, assegnò a Chézy l'incarico di direttore dell'École des Ponts et Chaussées (l'attuale École des Ponts ParisTech); nel 1804, successivamente alla morte di Chézy, Gaspard de Prony e Pierre-Charles Lesage, ne riconobbero il merito dei contributi scientifici.

## La formula
La formula è la seguente:
{\displaystyle v=\chi \cdot {\sqrt {R_{h}\cdot J}}}
dove:
- {\displaystyle v} è la velocità media nella sezione idraulica trasversale in m/s;
- {\displaystyle \chi } è il coefficiente di Chézy in m1/2/s;
- {\displaystyle R_{h}=A/P} è il raggio idraulico della sezione trasversale in metri, pari al rapporto tra area bagnata e perimetro bagnato nella sezione trasversale;
- {\displaystyle J} è la cadente piezometrica, adimensionale.

Nella sua forma originariamente proposta, è valida per il solo moto uniforme, essendo {\displaystyle J=i_{f}}, dove {\displaystyle i_{f}} è la pendenza del fondo alveo.
Nel caso di correnti a pelo libero, viene utilizzata anche nella seguente forma:
{\displaystyle Q=\chi \cdot A\cdot {\sqrt {R_{h}\cdot J}}}
dove: 
- {\displaystyle Q} è la portata in m3/s;
- {\displaystyle A} è l'area bagnata della sezione trasversale in m2.

### Derivazione matematica
La formula di Chézy può essere derivata matematicamente da due assunzioni:
1. la forza {\displaystyle F_{r}} resistente al flusso del liquido, agente su un'area {\displaystyle A_{f}} di fondo alveo, è direttamente proporzionale alla velocità {\displaystyle v} del flusso al quadrato, cioè {\displaystyle {\frac {F_{r}}{A_{f}}}=C\cdot v^{2}}, essendo {\displaystyle C} una costante di proporzionalità, ed esprimendo l'area in funzione del perimetro bagnato della sezione trasversale fluviale e della lunghezza del tratto considerato ({\displaystyle A_{f}=P\cdot L}) si ha {\displaystyle F_{r}=C\cdot P\cdot L\cdot v^{2}};
2. nel moto uniforme, la componente effettiva della forza di gravità che causa il moto, cioè la componente parallela al fondo alveo {\displaystyle F_{g,p}}, è uguale alla forza resistente al moto stesso {\displaystyle F_{r}}; quindi sapendo che {\displaystyle F_{g,p}=\gamma _{w}\cdot A\cdot L\cdot \sin(\theta )\approx \gamma _{w}\cdot A\cdot L\cdot \tan(\theta )=\gamma _{w}\cdot A\cdot L\cdot i_{f}}[13], essendo {\displaystyle \gamma _{w}} il peso specifico del liquido, {\displaystyle A} l'area della sezione trasversale bagnata e {\displaystyle i_{f}} la pendenza del fondo alveo, segue che {\displaystyle v^{2}={\frac {\gamma _{w}}{C}}\cdot {\frac {A}{P}}\cdot i_{f}}. Ponendo le quantità costanti pari al coefficiente {\displaystyle \chi ^{2}={\frac {\gamma _{w}}{C}}} e sostituendo con la definizione di raggio idraulico {\displaystyle R_{h}={\frac {A}{P}}}, si ha infine: {\displaystyle v=\chi \cdot {\sqrt {R_{h}\cdot i_{f}}}}.

## Estensione alle correnti in pressione
Nonostante la formula di Chezy abbia origine nel '700, è più recente la sua estensione alle correnti in pressione.
Tenendo presente che {\displaystyle R_{h}} è il raggio idraulico, dato dal rapporto
{\displaystyle R_{h}={\frac {A}{P}}}
in cui A rappresenta l'area della sezione del condotto e P rappresenta il contorno, o perimetro, del condotto.
{\displaystyle R_{h}=D/4} (per un condotto a sezione circolare)
e considerata J come la cadente dei carichi totali la formula di Chézy pur uguale nella scrittura è valida per le correnti in pressione.
{\displaystyle V=\chi {\sqrt {R_{h}\cdot J}}}
Tuttavia è spesso utilizzata per calcolare la cadente dei carichi, nella forma:
{\displaystyle J={\frac {V^{2}}{\chi ^{2}\ R_{h}}}}

## Coefficiente di Chézy
L'equazione di Chézy, se confrontata con l'equazione di Darcy-Weisbach, permette di ottenere il coefficiente di Chézy in funzione dell'indice di resistenza {\displaystyle \lambda }, ottenendo:
{\displaystyle \chi ={\sqrt {\frac {8g}{\lambda }}}}
Tuttavia, data la poca praticità del calcolo di {\displaystyle \lambda }, per la determinazione del coefficiente di Chézy, diversi autori hanno fornito espressioni empiriche, cosiddette "pratiche", valide solo nel caso di moto puramente turbolento data l'assenza di dipendenza dal numero di Reynolds; nel seguito si riportano le formule principali espresse nel S.I..

### formula di Kutter semplificata
Inizialmente proposta da E. Ganguillet e W. R. Kutter nel 1869 in una forma più complessa, ottenuta da elaborazioni basate sulle misure di deflusso in canali di vario tipo, incluse quelle effettuate da Bazin pubblicate nel 1865 e quelle effettuate su fiumi europei e sul Mississippi, è stata successivamente semplificata nella seguente forma:
{\displaystyle \chi ={\frac {100}{1+{\frac {m}{\sqrt {R_{h}}}}}}}
in cui {\displaystyle m} è l'indice di scabrezza, ha le dimensioni della radice quadrata di una lunghezza ed è variabile tra 0,12 m1/2 per tubazioni in acciaio nuove e 0,45 m1/2 per tubazioni in ghisa con forti incrostazioni.

### formula di Bazin
Proposta da H. Bazin nel 1897, sulla base di dati ottenuti da piccoli canali sperimentali, nella sua seconda formulazione è equivalente alla formula di Kutter, ma considerata meno soddisfacente di quest'ultima e ha la seguente forma:
{\displaystyle \chi ={\frac {87}{1+{\frac {\gamma }{\sqrt {R_{h}}}}}}}
in cui {\displaystyle \gamma } è l'indice di scabrezza, ha le dimensioni della radice quadrata di una lunghezza, di cui Bazin fornisce alcuni valori tabulati.
Eguagliando l'espressione di Kutter con quella di Bazin è possibile ottenere la relazione tra i due coefficienti {\displaystyle m} e {\displaystyle \gamma }:
{\displaystyle \gamma =0,87\cdot m-0,13\cdot {\sqrt {R_{h}}}}.

### formula di Gauckler-Strickler
Nel 1868 Philippe Gaspard Gauckler propose la seguente formula per il coefficiente di Chézy:
{\displaystyle \chi =k_{s}\cdot R_{h}^{1/6}}
in cui {\displaystyle k_{s}} è chiamato "coefficiente di Gauckler-Strickler", ha le dimensioni di [m1/3/s], è una misura inversamente proporzionale alla scabrezza della parete ed è reperibile in tabelle, essendo variabile tra circa 140 m1/3/s per i tubi nuovi in acciaio a 65 m1/3/s per tubi in ghisa con forti incrostazioni.
Strickler presentò nel 1923, in maniera indipendente da Gauckler, la stessa formula proposta, oltre che una scala di valori per l'indice di scabrezza.
Essendo una relazione di tipo monomio, risulta di semplice utilizzo per applicazioni analitiche.

### formula di Manning
Inizialmente proposta nel 1889 da Robert Manning, sulla base di sette formule differenti basate sulle misure di Bazin e di 170 osservazioni di taratura, è stata successivamente modificata nella forma seguente:
{\displaystyle v={\frac {1}{n}}\cdot R_{h}^{2/3}\cdot {\sqrt {J}}}
in cui {\displaystyle n} è il coefficiente di scabrezza, detto "numero di Manning", ha le dimensioni di [s/m1/3], e misura in maniera direttamente proporzionale la scabrezza della superficie.
Confrontata con la formula di Chézy fornisce l'espressione del coefficiente di Chézy in funzione del numero di Manning:
{\displaystyle \chi ={\frac {1}{n}}\cdot R_{h}^{1/6}}
Per la scelta del coefficiente di Manning è stata fornita una metodologia di calcolo sulla base delle caratteristiche dell'alveo, oltre che dei valori tabellati.
Confrontando tale espressione con quella di Gauckler-Strickler si determina che il numero di Manning è pari al reciproco del coefficiente di Gauckler-Strickler:
{\displaystyle n={\frac {1}{k_{s}}}}